# Перес, Мартин (бейсболист)
Мартин Перес Хименес (исп. Martín Pérez Jiménez; 4 апреля 1991, Гуанаре) — венесуэльский бейсболист, питчер клуба Главной лиги бейсбола «Техас Рейнджерс». Участник Матча всех звёзд лиги 2022 года. В составе сборной Венесуэлы принимал участие в играх Мировой бейсбольной классики 2017 года.

## Биография
Мартин Перес родился 4 апреля 1991 года в Гуанаре. В 2007 году он в статусе международного свободного агента подписал контракт с «Техас Рейнджерс». В фарм-системе клуба он дебютировал в 2008 году. В поле зрения прессы Перес попал в следующем сезоне, когда провёл 93 2/3 иннинга со 105 страйкаутами и пропускаемостью 2,31 в составе «Хикори Кроудэдс». После перехода на следующий уровень его эффективность снизилась, но он продолжал считаться одним из лучших молодых питчеров-левшей. В основной состав «Рейнджерс» он был переведён в июне 2012 года, когда ряд питчеров команды выбыл из-за травм.
В 2013 году Перес закрепился в стартовой ротации клуба. Он сыграл в 20 матчах регулярного чемпионата, одержав десять побед при шести поражениях с ERA 3,62. В голосовании, определявшем лучшего новичка Американской лиги, он занял шестое место. В последующие пять лет Перес выступал не так эффективно. В сезоне 2018 года, после которого он получил статус свободного агента, его пропускаемость выросла до 6,22. Всего за семь лет в «Рейнджерс» Перес сыграл в 141 матче, 128 из которых провёл в роли стартового питчера. Он выиграл 43 матча при 49 поражениях, его итоговый показатель ERA за этот период составил 4,63.
В январе 2019 года Перес подписал однолетний контракт с «Миннесотой». В регулярном чемпионате он сыграл в 29 матчах с пропускаемостью 5,12. При этом по сравнению с предыдущим сезоном количество делаемых им страйкаутов выросло с 5,48 на 9 иннингов до 7,35. В декабре Перес заключил соглашение с «Бостоном», по условиям сделки его заработная плата на 2020 год составила 6 млн долларов. Условия контракта предусматривали возможность продления ещё на год по инициативе клуба.
Сезон 2020 года Перес провёл в роли первого номера стартовой ротации «Ред Сокс». В сокращённом из-за пандемии COVID-19 чемпионате он сыграл в 12 матчах, одержав три победы при пяти поражениях с ERA 4,50. После его завершения клуб отказался от автоматического продления контракта. Перес получил статус свободного агента и заключил с «Бостоном» новое соглашение на сумму 4,5 млн долларов. В сезоне 2021 года он провёл на поле 114 иннингов с пропускаемостью 4,74. Покинув Ред Сокс свободным агентом, в марте 2022 года Перес вернулся в «Техас Рейнджерс», подписав однолетний контракт на сумму 4 млн долларов.
Чемпионат 2022 года стал лучшим в его карьере. Перес сыграл за «Рейнджерс» в 32 матчах с показателем пропускаемости 2,89, он одержал двенадцать побед при восьми поражениях. В мае он был признан лучшим питчером месяца Американской лиги. Летом он впервые в карьере вошёл в число участников Матча всех звёзд лиги. После завершения сезона Перес принял квалификационное предложение клуба, по которому сумма его контракта на 2023 год составила 19,65 млн долларов.